# Cérilly (Yonne)
Pour les articles homonymes, voir Cérilly.
 (juin 2019).
Si vous disposez d'ouvrages ou d'articles de référence ou si vous connaissez des sites web de qualité traitant du thème abordé ici, merci de compléter l'article en donnant les références utiles à sa vérifiabilité et en les liant à la section « Notes et références ».
Cérilly est une commune française située dans le département de l'Yonne en région Bourgogne-Franche-Comté.

## Géographie

### Géologie
Cerilly partage les caractéristiques des communes de la forêt d'Othe entre Champagne crayeuse et Champagne humide.
On trouve de nombreuses sources d'eau passant au travers de la craie et les débris de silex présentant parfs dans  le paysage des effondrements comme aux Vallées ou a l'endroit de l'ancien bîme.

### Toponymie
Cirillei au IXe siècle, Cirilliacum en 1129, Cyrilleus vers 1143, Cyrilleius vers 1145, Chirilliacum vers 1146, Cerili en 1212 ou Cérilly en 1453.
Hypothèse d’étymologie : souvenir du domaine gallo-romain d'un homme d'origine latine Cirillius d'où le nom Cirilliacum, le suffixe gaulois -acum indiquant le nom d'un domaine gallo-romain. En pays d'Oïl ce suffixe s'est transformé en -y.
Confusion possible avec Cérilly (Allier), Cérilly (Côte d'Or), Sérilly (hameau de Etigny, Yonne) ou encore Sérilhac (Corrèze).
De nombreux noms de lieu-dits rappellent l'histoire tel "Les Vieux Vergers", "La Moinerie", "Les Vignes", "Le Vivier", ou encore les anciens paysages "Les Houssots"  "Montaiguillon" ou sans doute des noms d'anciens occupants "Les Berris", "Les Boignots".

### Climat
Pour des articles plus généraux, voir Climat de la Bourgogne-Franche-Comté et Climat de l'Yonne.
En 2010, le climat de la commune est de type climat océanique dégradé des plaines du Centre et du Nord, selon une étude du Centre national de la recherche scientifique s'appuyant sur une série de données couvrant la période 1971-2000. En 2020, Météo-France publie une typologie des climats de la France métropolitaine dans laquelle la commune est exposée à un climat océanique altéré et est dans la région climatique  Nord-est du bassin Parisien, caractérisée par un ensoleillement médiocre, une pluviométrie moyenne régulièrement répartie au cours de l’année et un hiver froid (3 °C). 
Pour la période 1971-2000, la température annuelle moyenne est de 10,5 °C, avec une amplitude thermique annuelle de 16 °C. Le cumul annuel moyen de précipitations est de 830 mm, avec 12,9 jours de précipitations en janvier et 7,7 jours en juillet. Pour la période 1991-2020, la température moyenne annuelle observée sur la station météorologique de Météo-France la plus proche, « Coulours », sur la commune de Coulours à 3 km à vol d'oiseau, est de 11,2 °C et le cumul annuel moyen de précipitations est de 786,0 mm. 
La température maximale relevée sur cette station est de 39,8 °C, atteinte le 7 août 2003 ; la température minimale est de −16,7 °C, atteinte le 2 janvier 1997,,. 
Les paramètres climatiques de la commune ont été estimés pour le milieu du siècle (2041-2070) selon différents scénarios d'émission de gaz à effet de serre à partir des nouvelles projections climatiques de référence DRIAS-2020. Ils sont consultables sur un site dédié publié par Météo-France en novembre 2022.

## Urbanisme

### Typologie
Au 1er janvier 2024, Cérilly est catégorisée commune rurale à habitat très dispersé, selon la nouvelle grille communale de densité à sept niveaux définie par l'Insee en 2022.
Elle est située hors unité urbaine. Par ailleurs la commune fait partie de l'aire d'attraction de Sens, dont elle est une commune de la couronne,. Cette aire, qui regroupe 65 communes, est catégorisée dans les aires de 50 000 à moins de 200 000 habitants,.

### Occupation des sols
L'occupation des sols de la commune, telle qu'elle ressort de la base de données européenne d’occupation biophysique des sols Corine Land Cover (CLC), est marquée par l'importance des territoires agricoles (74,3 % en 2018), une proportion identique à celle de 1990 (74,3 %). La répartition détaillée en 2018 est la suivante : 
terres arables (62,4 %), forêts (25,2 %), zones agricoles hétérogènes (6,7 %), prairies (5,2 %), milieux à végétation arbustive et/ou herbacée (0,5 %). L'évolution de l’occupation des sols de la commune et de ses infrastructures peut être observée sur les différentes représentations cartographiques du territoire : la carte de Cassini (XVIIIe siècle), la carte d'état-major (1820-1866) et les cartes ou photos aériennes de l'IGN pour la période actuelle (1950 à aujourd'hui).

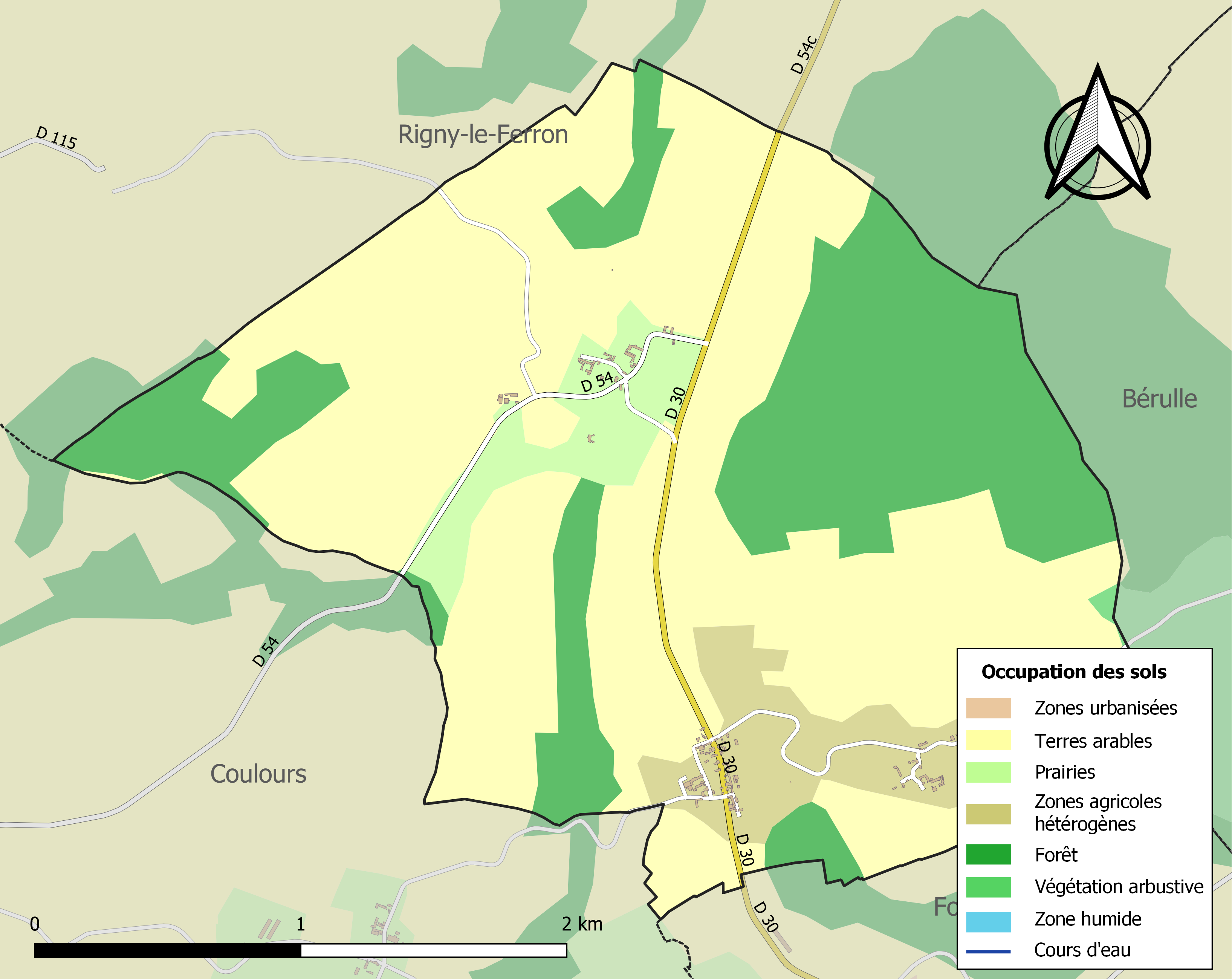
Carte des infrastructures et de l'occupation des sols de la commune en 2018 (CLC).

## Histoire
On sait par la découverte d'un gros polissoir au Vieux Verger ou encore des haches trouvées dans la vase du bîme lors son assèchement que Cérilly avait une activité humaine dès les temps préhistoriques. De nombreux restes de silex taillés parsèment d'ailleurs la forêt d'Othe, ainsi que de nombreux restes de ferriers.
Plus tard, et si le Sacramentaire de Stockholm semble mentionner Cérilly dès le IXe comme une possession de la famille de l'évêque Wenilo, les premières années historiques de Cérilly sont indissociables du développement de l'Abbaye de Vauluisant de Courgenay.
L'abbaye de Preuilly avait quelques biens qu'elle a cédé à l'abbaye de Vauluisant à la création de celle-ci. En 1129 puis 1134, l'abbaye de Saint-Pierre-le-Vif faisait un don de terre et de l'église à la commanderie de Coulours ; la dite commanderie faisant un échange avec l'abbaye de Vauluisant de terres contre l'église. Les moines exploitèrent le charbon de bois et le minerai de fer en la forêt d'Othe dès le XIIe siècle.
Les moines cistérciens créent tout d'abord une grange (seul en reste le nom du lieu-dit "La Moinerie" dont les bâtiments actuels ont été construits sur celle-ci), puis un Monastère dédié à Saint Laurent, et une église.
Très tôt et jusqu'au XVe siècle, les droits et frontières de la seigneurerie de Cérilly seront contestés par les Templiers de Coulours, Saint Bernard de Clairvaux intervenant en personne afin de résoudre les conflits. Les templiers construisent même des barrages afin d'empêcher l'eau d'alimenter le moulin de Cérilly, ou encore provoque la mort d'un frère convers.
Cérilly par le commerce de bois et de Fer fût dans les premières années de l'Abbaye une source de revenus non négligeables.
Les reliques de Saint Laurent amenées au XIIe siècle semble-t-il en l'église saint Laurent originelle (construite en face de celle actuelle) furent aussi l'objet d'un culte lors des foires de la Saint Laurent. Les Abbés de Vauluisant demandèrent d'ailleurs l'intervention du Comte de Champagne afin de limiter les excès des pèlerins aussi bien que pour qu'ils accordent leur protection pour cette foire qui resta un des évènements importants de la localité avec le pèlerinage de Sainte Reine à Bérulle.
Le passage de la guerre de cent ans fut désastreux pour toute la région et laissa Cérilly en ruine. La fin de celle-ci correspond à la tentative pour l'Abbaye de Vauluisant de se reconstruire et elle tenta tout d'abord d'accueillir une . nouvelle source de revenu en l'arrivée de gentilshommes verriers sur son territoire. Pour Cérilly ce fut la famille De Bérulle qui implanta une de ses verreries au Vieux Verger, profitant ainsi du bois de la région pour son industrie.
Cette famille dans son essor prit en quelques dizaines d'années de plus ne plus d'influence sur Cérilly au point d'en avoir le bail à vie de la part de Vauluisant en 1522.
Le château/manoir actuel a été construit sur la base du monastère dédié à saint Laurent détruit par les guerres.
Jacques de Bérulle (1488 - ancêtre du cardinal de Bérulle "maître de la verrerie de Vieil-Verger, âgé de 34 ans. Il déclare qu'il est natif du Perche, et en fut amené jeune enfant "et vingt-quatre ans a qu'il vint demeurer à Cérilly où il a demeuré 18 ans, qu'il s'en partit pour aller demeurer au Vieil-Verger qui est contigu dudit Cérilly." (Extrait d'un registre des déclarations de droits d'amortissement contenant la description de la terre de Cérilly (1522). Il habitait sans doute au château de Cérilly où naquit le cardinal de Bérulle. À cette date lui est donné " à vie à noble Jacques Bérulle et damoiselle Anne, sa femme, d'un sault de moulin situé sur le ruisseau de Cérilly, au-dessous d'un autre moulin qu'il a commencé à faire près de la fontaine Jourdain (1529). Il semble que le(s) moulin(s) ajouté(s) au premier existant à Cérilly par les Bérulle disparurent faute de suffisamment de force de courant de la rivière. La verrerie du vieux verger disparu également au profit de celles plus prospères d'Arces-Dilo et autres.
En 1516 un édit de François Ier autorise Cérilly en Bourgogne (s'agit il du nôtre ?) à se fortifier (les murs crénelés du Château ?).
La Famille de Bérulle obtient par ses bonnes relations avec Vauluisant l'autorisation de se construire un Colombier et un vivier.
Les guerres de religion viendront une nouvelle fois semer le trouble dans le renouveau local car peu de temps après sa naissance le futur Cardinal de Bérulle et sa famille fuient le château et la région réputée peu sûre pour s'établir dans leur hôtel particulier de la Rue de Paradis à Paris (cf. Bérulle et l'École Française par Paul Cochois page 4).
Encore le 14 août 1637, Pastoreau curé de Cérilly doit enterrer "par force et par violence" un soldat guelphe de la Compagnie de M. de Praslin (Cf Mémoires de la Société d'Agriculture, sciences et arts du département de l'Aube du 1er janvier 1858 page 455).
La famille de Bérulle se construisit ensuite un autre Château à Foissy, trouvant les terres de Cérilly trop humides.
Cérilly connut de grandes inondations en 1697 et 1740, endommageant le village et ses bâtiments. L’église Saint-Laurent actuelle fut reconstruite seulement en 1786 en face de l'église originelle. Les cents tombereaux de pierre nécessaires à sa construction auraient été apportées par Edmé Delin de Coulours et cela en condamnation par le Marquis de Bérulle pour avoir été surpris par son garde chasse à tuer un lièvre sur ces terres... la révolution n'est pas loin.
Les cahiers de doléances sans doute préparés par les deux députés Nicolas Chossemier et Pierre Patenôtre sont manquants mais le complément apporté par l'Abbé Costel, curé de Cérilly reste dans les cahiers du bailliage de Sens. (Cf. "Département de l'Yonne Cahiers de Doléances du bailliage de sens pour les États Généraux de 1789" par Charles Porée). Ceux-ci témoignent d'une importante baisse des revenus déjà pourtant peu importants.
Cérilly participe aussi ensuite aux guerres de la Révolution et Napoléoniennes au travers de sa fabrique de pierres à Fusils qui fournit quelques milliers de celles ci aux armées françaises.
Paris viendra en 1866 capter la source du ruisseau de Cérilly et assécher le bîme afin d'assurer son approvisionnement en eau.

## Politique et administration
| Période | Période  | Identité         | Étiquette | Qualité |
| ------- | -------- | ---------------- | --------- | ------- |
|         |          |                  |           |         |
| 1900    | 1908     | Romain Poirier   |           |         |
| 1908    | 1921     | Jules Poirier    |           |         |
| 1921    | 1934     | Philippe Gateau  |           |         |
| 1934    | 1951     | Gabriel Mignot   |           |         |
| 1951    | 1953     | Henri Fraissange |           |         |
| 1953    | 1975     | Daniel Mignot    |           |         |
| 1975    | 2001     | André Millet     |           |         |
| 2001    | en cours | Edith Vallée     |           |         |

## Démographie
L'évolution du nombre d'habitants est connue à travers les recensements de la population effectués dans la commune depuis 1793. Pour les communes de moins de 10 000 habitants, une enquête de recensement portant sur toute la population est réalisée tous les cinq ans, les populations de référence des années intermédiaires étant quant à elles estimées par interpolation ou extrapolation. Pour la commune, le premier recensement exhaustif entrant dans le cadre du nouveau dispositif a été réalisé en 2006.

En 2022, la commune comptait 50 habitants, en évolution de +25 % par rapport à 2016 (Yonne : −1,95 %, France hors Mayotte : +2,11 %).
| 1793 | 1800 | 1806 | 1821 | 1831 | 1836 | 1841 | 1846 | 1851 |
| ---- | ---- | ---- | ---- | ---- | ---- | ---- | ---- | ---- |
| 193  | 181  | 183  | 181  | 219  | 238  | 238  | 216  | 246  |

| 1856 | 1861 | 1866 | 1872 | 1876 | 1881 | 1886 | 1891 | 1896 |
| ---- | ---- | ---- | ---- | ---- | ---- | ---- | ---- | ---- |
| 240  | 241  | 224  | 196  | 208  | 206  | 186  | 159  | 136  |

| 1901 | 1906 | 1911 | 1921 | 1926 | 1931 | 1936 | 1946 | 1954 |
| ---- | ---- | ---- | ---- | ---- | ---- | ---- | ---- | ---- |
| 130  | 127  | 143  | 113  | 106  | 115  | 99   | 97   | 91   |

| 1962 | 1968 | 1975 | 1982 | 1990 | 1999 | 2006 | 2011 | 2016 |
| ---- | ---- | ---- | ---- | ---- | ---- | ---- | ---- | ---- |
| 74   | 70   | 49   | 51   | 50   | 54   | 49   | 36   | 40   |

| 2021 | 2022 | - | - | - | - | - | - | - |
| ---- | ---- | - | - | - | - | - | - | - |
| 46   | 50   | - | - | - | - | - | - | - |

## Lieux et monuments
Château de Cérilly construit à l'endroit du monastère Saint-Laurent (cf. plus haut).
Église Saint-Laurent, reconstruite en 1786 (cf. Histoire des communes de l'Yonne de Maurice Pignard Peguet en réf. plus bas). Elle renferme une toile "Le Cardinal de Bérulle faisant hommage à la Vierge des Religieuses Carmélites" au-dessus de son maître-autel, ainsi qu'une statue de Saint Laurent du XVIe siècle tous les deux classés.
Aqueduc de la Vanne, Source de Cerilly (aménagements effectués pour alimenter Paris en eau),.
Bîme de Cérilly, aujourd'hui disparu, lié a une légende locale.
Polissoir de Cérilly aujourd'hui square Georges-Cain, rue Payenne, à Paris.

## Personnalités liées à la commune
- Pierre de Bérulle, cardinal et homme d'État français.
- Abbé Costel Claude Marc Costel, Abbé de Cérilly puis de Foissy sur Vannes, député au Tiers États (Cf https://patrimoine-vanne.info/foissy-sur-vanne/abbe-costel.html)

## Pour approfondir